# Ophiorrhiza wattii
Ophiorrhiza wattii är en måreväxtart som beskrevs av Cecil Ernest Claude Fischer. Ophiorrhiza wattii ingår i släktet Ophiorrhiza och familjen måreväxter.
Artens utbredningsområde är Assam (Indien). Inga underarter finns listade i Catalogue of Life.